# Зглобна хрскавица
Зглобна хрскавица је сунђераста маса која је причвршћена на крајњим делова епифиза костију и има задатак да својом еластичношћу смањи преношење притиска на коштани део зглоба.
Она се налази унутар зглоба и служи као „амортизер“ притиска за време држања тела, ношења терета и при разним покретима. Хрскавица се понаша као сунђераста маса која се при притиску сакупља а по престанку притиска шири и враћа у првобитни положај.

## Историјат
Још у римско доба лекари тога доба су знали да зглобна хрскавица може у случају оштећења да буде потенцијални узрок здравствених проблема. У римском царству након међусобних борби гладијаторе, њихове бројне секотине, проучавао је један од њихових лекара, Гален, који је међу првима описао људске тетиве, хрскавицу и лигаменате и проучавао узроке појаве артритиса код спортиста. Познати анатом Хунтер 1743. приметио је да након појаве руптура (улцерација) хрскавице, долази до њеног трајног оштећења које организам није у стању да регенерише.
У 21. веку на хиљаде људи у свету сваке године има симптоме узроковане оштећењем хрскавице (зглобне хрскавице) и коштанозглобне хрскавице (заједничке зглобне и коштане хрскавице).
Лечење оштећења хрскавице великих зглобова је једно од најважнијих нерешених питања хумане медицине на које се годишње само у САД, за хируршке и фармаколошке поступке, троши више од 20 милијарди долара.

## Грађа и врсте зглобне хрскавице

### Грађа
Хрскавичаво ткиво зглобне хрскавице је изграђено од аморфне масе чију основу чине агрегати протеогликена, остеоцити и колагена влаканца или влакна. Код хијалина (хијалинска хрскавица) налазимо колагена влаканца грађена од колагена типа 2, а у везивној (фиброзној) хрскавици налазимо колагена влакна од колагена типа 1. Протеогликени су уграђени у протеогликанске агрегате хијалуронске киселине и садрже гликозаминогликене: хондроитин-4-сулфат, хондроитин-6-сулфат и кератин сулфат. Гликопротеин хидронектин је посредник за приањањање хонроцита уз колаген. Има конзистенцију каучука односно гуме и може се резати и савијати. Функционалне карактеристике хрскавици даје међућелијска супстанца, а посебно њена влакнаста компонента. Хрскавичаво ткиво не садржи крвне судове већ се она исхрањује из везивног ткива који окружује хрскавицу - перихондријума.
У телу човека постоје два типа зглобног хрскавичавог ткива:

### Хијалина (стакласта) хрскавица
Најзаступљенија је у телу. Има велику количину хомогене међућелијске материје у коју су уклопљена колагена влаканца без икаквог правила у разним правцима. Колагена влаканца су грађена од колагена типа 2. Велики део матрикса чине протеогликени који апсорбују неопходну воду потребну за дифузију којом се хране хондроцити. За време развоја она чини скелет трупа, удова и доњег дела лобање. То је пролазна хрскавица која представља модел за изградњу дефинитивног коштаног скелета. Подложна је дегенеративним променама, слабо регенерише и пропада старењем.

### Фиброзно (везивна) хрскавица
Фиброзна хрскавица има нешто другачију грађу од хијалине, и налази се на оним местима у телу који су изложени дејству великих сила, и има задатак да у појединим зглобовима побољша усклађеност односа зглобних површина. Примери за везивну хрскавицу су менисци у коленом зглобу или хрскавица у пределу чашице зглоба кука, између кључне и грудне кости, између кључне кости и лопатице, подручја међупршљенског диска, симфиза стидних кости, и припоји појединих тетива за кост. Фиброзна хрскавица је прелазна форма према везивном ткиву и по грађи је између хијалине хрскавице и густог везивног ткива као што је ткиво лигамената и тетива. У матриксу везивне хрскавице преовладавају влакна колагена типа 1 у паралелним сноповима међу којима се налазе подручја хијалине хрскавице типичне грађе. Везивна хрскавица грађена је од острвца хијалине хрскавице смештених у густом везивном ткиву. Она на својој површини нема перихондријум.

## Физиологија
Зглобна хрскавица се састоји од ћелија хрскавице и матрикса.
- Ћелије хрскавице; се зову хондроцити и различито су распоређени у хрскавици. Број ћелија са старењем се смањује.
- Матрикс хрскавице; састоји се од колагена (везивних) влакана и основне супстанце, у којој су потопљена влакна. Основна супстанца се састоји од протеинскополисахаридног комплекса, електролита, беланчевина и воде. Поређаност колагених влакана у основној супстанци даје хрскавици функционалну чврстину и еластичност. Матрикс хрскавице делује као баријера, која спречава улазак лимфоцита или дифузију имуноглобулина, па ово њено својство омогућава трансплантацију хрскавице са једног човека на другог без страха од одбацивања ткива.

Колагена влакна као мале челичне опруге излазе из коштаног ткива испод хрскавице и пружају се према њеној површини, где се савијају попут „потковице“ и у свом средишњем делу се хоризонтално пружају дуж површине хрскавице, а затим се поново пружају вертикално надоле и својим другим крајем везују за кост. Свако колагено влакно на тај начин прави неку врсту еластичне „потковице“ која је спремна да прими ударац, односно силу удара кости који чини други део зглоба, да се притом ударцу угне, амортизује га, да би се по престанку механичке силе вратила у првобитни положај. 
Под дејством притиска хрскавица се смањује и на тај начин својом еластичношћу умањује преношење притиска на коштани део зглоба.
Хрскавица при деловању притиска истискује из себе синовијалну течност, а при престанку деловања притиска ту течност упија (попут сунђера). Еластичност зглобне хрскавице је једна од њених основних карактеристика. Она јој даје способност прилагођавања, могућности савлађивања великих притисака, које зглобови трпе при држању тела, ношењу терета и при разним покретима.

## Патофизиологија
Како хрскавица нема сопствене крвне судове, њена еластичност јој омогућава да упија синовијалну (зглобну) течност, из које користи разне хранљиве материје, које учествују у обнављању покиданих влакана, које хондроцити претходно разграђују и избацују из хрскавице.
Када говоримо о разлозима оштећења хрскавице, на првом месту је појачано механичко оптерећење, које доводи до кидања хрскавице. Повреда, бављење спортом, претерана телесна тежина, урођене и стечене деформације коштанозглобног система (због неједнаког оптерећења хрскавице), вибрације на радном месту, болест итд. ако делују довољно снажно и дуго да организам није у стању да их обнови, остављају трајне пукотине у хрскавици, које се касније претварају у везивно ожиљно ткиво.
Као други разлог наводи се старење. Хрскавица старењем губи одређену количину воде, што смањује њену чврстину и еластичност, а организам није у стању да врши њено обнављање како је то могао у младости, што прогресивно води појави артроза.
Такође недовољна активност неповољно утиче на хрскавицу, јер у току неактивности изостаје промена притиска и стално усисавање и испуштање воде, што ремети размену материја и правилну исхрану и функционисање хрскавице. Према томе ако се зглоб дуже време на креће хрскавица изумире због изостајања њене употребе.
| Дегенерација | Пролапс | Екструзија | Секвестрација |
| ------------ | ------- | ---------- | ------------- |
|              |         |            |               |

## Болести зглобне хрскавице
У групу уобичајених болести зглобне хрскавице спадају;

##### Хондролиза
Хондролиза је болест коју карактерише прогресивно оштећење зглобне хрскавице, које доводи до сужења зглобног простора и смањења покрета у захваћеном зглобу. Болест може бити идиопатска (непознатог узрока) или се може јавити као последица инфекција, повреда, дужих имобилизација зглобова и тешких опекотина доњих удова. Хондролиза се најчешће јавља код деце између 9. и 15. године живота. Клиничку слику хондролизе у захваћеном зглобу, карактерише укоченост зглоба, грчеви мишића и храмање.
Очигледан знак оштећења хрскавице код хондролизе је смрт неких или свих њених ћелија, које прати потпуна ћелијска некроза, хондролиза. Промене се углавном дешавају у матриксу хрскавице, што доводи до њеног цепања. Ово цепање хрскавице може бити ограничено само на њен површински део, или може бити продужено у дубоке слојеве хрскавице доводећи до тежих оштећења. Губитак хрскавице на површини зглоба доводи у даљем току до оштећења кости испод ове хрскавице. Ове промене се виде као површинске некрозе зглобних површина или као пукотине (фисуре) и цистичне дегенерације кости. Репаративне или реактивне промене у кости се виде као изразито повећање остеобластичне активности са стварањем нове кости и задебљањем трабекула. Долази до пролиферације нове хрскавице на периферији зглоба као и коштаног ткива. Ови настали израштаји коштаног ткива називају се остеофитима и при покретању зглоба они изазивају јаке болове. Највећи број артропатија настаје као последица оштећења зглобних површина.

##### Хондромалација
Хондромалација (бол предњег колена или пателофеморални синдром) је промена на хрскавици чашице колена у виду омекшавања, стварања ситних пукотина, разлиставања и улцерација, које прати специфичан болни синдром.
Болест се ретко јавља код деце млађе од 8 година док је у адолесценцији много чешћа, посебно код девојчица. Хондромалација је учесталија код деце која имају деформацију колена у облику „икс“ ногу (валгус положај) или „о“ ногу (варус положај), неједнаку дужину доњих удова или у њиховој ужој породици постоји особа код које се рано јавила артроза или хондромалација на неком од зглобова. Болест се може јавити и код деце чија је чашица нестабилна, што доводи до честих ишчашења и померања чашице ван нормалног положаја.

##### Ахондроплазија
Ахондроплазија је обољење које се наслеђује аутозомно-доминантно, изражено је одмах по рођењу и најчешћи је узрок патуљастог раста. Доминантна мутација на неком од аутозомних хромозома узрокује скраћење костију удова, док су кости трупа нормалне и лобања увећана. Учесталост овог обољења је 1:25.000. Ахондроплазија је последица поремећаја у развоју костију. Иако сам назив буквално значи »без хрскавице«, проблем није у формирању хрскавице већ у њеној трансформацији у коштано ткиво (процес окоштавања), нарочито дугих костију руку и ногу.

##### Хернијација спиналног диска
Асиметрична компресија,(након подизања неког тежег предмета или наглих увртања кичменог стуба), као завршна фазе вишегодишњих оштећења и промена у међупршљенском (хрскавичавом) диску, доводи до оштећења његове фиброзног прстена (капсуле) и „излива“ меког (желатинозног) садржаја језгра диска, што доводи до појаве хернијације диска при јачем напору. Хернија врши компресију суседних спиналних нерва и изазива бол у леђима. Међутим, треба напоменути да око 20% људи има хернијације диска, без појаве симптома болести.
Ове дегенеративне промене настају са старењем, због смањења еластичности структура које формирају кичмени стуб као целину. Један од основних разлога за појаву слабинског бола јесу хернијације, протрузија и пролапс, односно делимично и потпуно продирање међупршљенског диска, који настају као последица тих дегенеративних промена. Кичмени стуб човека састоји се из 33 међусобно повезана пршљена. Између два суседна пршљена налази се структура под називом међупршљенски диск. Међупршљенски диск се састоји из два дела;
- Спољашњег дела, фиброзног прстена, који се већим делом састоји од колагена.
- Унутрашњег дела, или језгра, који поред колаген, који је другог типа у односу на фиброзни прстен, јер садржи већи проценат воде.

Старењем организма долази до оштећења међупршљенског диска, због сушења његовог језгра и стварања пукотина у фиброзном прстену. На оваквој основи прво долази до продирања језгра кроз фиброзни прстен чија је спољашња површина добро инервисана те се јавља локализовани бол. Међутим, као последица подизања неког тежег предмета или наглих увртања кичменог стуба, може доћи до даљег продирања језгра кроз оштећен прстен и притиска на предње коренове живаца који полазе из кичме. Уколико истовремено дође и до расцепа уздужног лигамента, који спаја суседне пршљенове, онда настаје пролапс међупршљенског диска, познат под називом дискус херније. Прскање фиброзног прстена и делимично или потпуно продирање језгра при наглом напору, изазива веома јак бол.

##### Тумори хрскавице
Тумори сачињен од зглобног хрскавичног ткива, могу бити бенигни или малигни. Они се обично примарно јављају у костима, а ретко хрскавици. Бенигни тумори зглобне хрскавице се зову хондроми, а малигни хондросаркоми.